# NoMeansNo
NoMeansNo was een hardcore punk band uit Victoria en later Vancouver, Canada. De band werd in 1979 opgericht door de broers Rob Wright en John Wright. In 1983 sloot gitarist Andy Kerr zich aan, die in 1992 werd vervangen door Tom Holliston.
Hoewel NoMeansNo nooit het grote succes heeft opgezocht, hebben ze een trouwe schare fans in Noord-Amerika en Europa, waar ze zeer regelmatig toeren.
Ze spelen ook onder het pseudoniem Hanson Brothers, een soort gekke punk met een knipoog naar The Ramones en ijshockey. Bij live-optredens zijn ze dan opgetooid met ijshockeykleren en speelt John Wright met een keepersmasker.
In 1991 nam de band samen met Dead Kennedys-zanger Jello Biafra een plaat op die hun bekendheid nog verder vergrootte.
In 2016 meldde de band op hun facebookpagina dat ze al een tijd niets meer hadden gedaan, en er daardoor eigenlijk mee gestopt waren. 

## Discografie

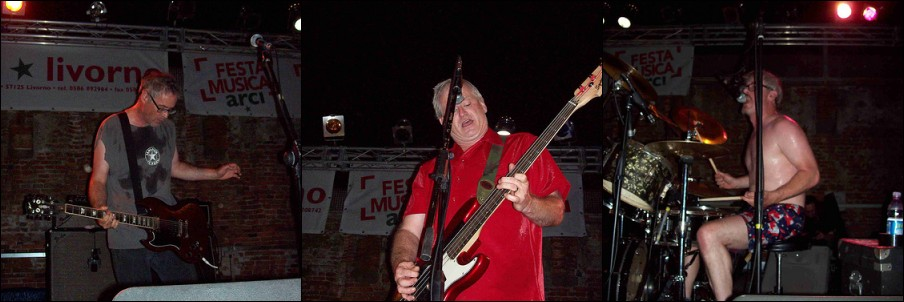
NoMeansNo tijdens een liveoptreden

- Look here come the wormies, 1980 (ep)
- Fear, Betrayal, Anger, Hatred, 1981 (ep)
- Mama, 1982
- You Kill Me, 1986 (ep)
- Sex Mad, 1986
- The Day Everything Became Nothing, 1988 (ep)
- Small Parts Isolated and Destroyed, 1988
- Wrong, 1989
- The Power of Positive Thinking, 1990 (ep)
- The Sky Is Falling And I Want My Mommy, 1991 (met Jello Biafra)
- Live and Cuddly, 1991 (Live)
- 0 + 2 = 1, 1991
- Why Do They Call Me Mr. Happy?, 1993
- Oh, Canaduh, 1993 (Covers van nummers van Subhumans en D.O.A.)
- Mr.Right & Mr. Wrong/One Down & Two To Go, 1994
- The Worldhood of the World (as such), 1995
- Would we be alive?, 1996 (ep)
- In the fishtank Vol.1, 1997 (ep)
- Dance of the Headless Bourgeoisie, 1998
- One, 2000
- Generic Shame, 2001 (ep)
- The People's Choice, 2004 (Best Of, samengesteld door fans)
- Mama, 2004 (nieuwe release met bonusmateriaal)
- Wrong, 2004 ( + 2 demo bonus tracks)
- All Roads Lead To Ausfahrt, 2006
- Tour EP1, 2010
- Tour EP2, 2010